# ハヅァ語
ハヅァ語（ハヅァご、Hadzane）は、タンザニアのエヤシ湖岸で狩猟採集民のハヅァ人によって話される言語である。孤立した言語とされる。

## 分類
ハヅァ語は吸着音の存在をもって、近隣のサンダウェ語との関係が考えられ、コイサン語族に分類されていた。しかしこれらの言語とは共通する同源語彙がほとんど存在しないため、現在では孤立した言語とされている。一部ではオロポン語やクァザ語との関係も考えられている。

## 音韻
ハヅァ語の音節構造は、CV、または鼻母音がコーダ鼻音として分析される場合は CVN に限定される。母音の最初の音節は発音されず、中間では /hV/ と同等である可能性がある。少なくとも、/h/ とゼロの最小のペアは知られていない。
ハヅァ語は、内側のクリック (形態素内のクリック) があることで有名である。この分布は、サンダウェ語とングニ・バントゥー語の言語にも見られるが、南アフリカのコイサン族の言語には見られない。これらの単語の中には、歴史的に最初の位置でのクリックから派生したものもある(たとえば、語彙の重複を反映しているように見えるものも多く、接頭辞によるものもある)が、不透明なものもある。 サンダウェ語のように、ほとんどの内側の吸着音は声門化されているが、すべて当てはまるわけではない。puche 「脾臓」、tanche 「狙う」、tacce 「ベルト」、minca 「唇をなめる」、laqo 「誰かをつまずかせる」、keqhe-na  「遅い」、penqhenqhe ~ peqhe「急ぐ」、haqqa-ko「石」、shenqe「上から覗く」、exekeke「聞く」、naxhi「混雑する」、khaxxe「ジャンプする」、binxo「ベルトの下でキャリーキルする」。

### 声調
ハヅァ語については、語彙の声調も高低アクセントも確認されていない。 語彙の最小ペアや、アクセント/声調の文法上の使用は知られていない。

### 母音
ハヅァ語には5つの母音 [i e a o u] がある。母音間子音[ɦ]が省略されると、長母音が発生することがある。たとえば、[kʰaɦa] または [kʰaː]は、「〜に登る」だが、[boːko]「彼女」と[boko]「病気にかかる」のように、[ɦ]で証明されていない単語もある。すべての母音は、鼻音化された鼻音および有声鼻音の前に鼻音化され、話者は、それらを鼻母音として聞くか、VNの次として聞くかによって異なる。不変の鼻母音は、まれだが、同化する調音部位を持つ子音の前ではないが、発生する。このような位置では、[CṼCV] と [CVNCV] は異音だが、VN は単語の終わりや声門子音の前では発生せず、鼻母音のみが検出されるため、鼻母音はすべての位置において VN との異音である可能性がある。

## 原ピグミー語
ハヅァ人はY染色体ハプログループB系統が58%の高頻度で観察される。この型はピグミーによく見られるタイプであり、現在は固有言語を喪失したピグミーであるが、「原ピグミー語」はハヅァ語に近縁であった可能性がある。（参照: 父語仮説）